# Klepp Idrettslag
Il Klepp Idrettslag, indicato solitamente come Klepp IL, è una società polisportiva norvegese con sede a Klepp, nella contea di Rogaland.
Fondato il 1º ottobre 1919 annovera squadre che partecipano a numerose discipline sportive, tra le quali le più rilevanti sono il calcio, con sezione maschile e femminile, la ginnastica e la pallamano.
I risultati più importanti sono stati raggiunti dalla squadra di calcio femminile, che nel 1987 vinse la Toppserien, il massimo campionato norvegese femminile, mentre arrivò seconda nel 1988 e nel 2018, vincendo la Coppa di Norvegia nel 1989.

## Palmarès

### Competizioni nazionali
- 3. divisjon: 1

1997
- 4. divisjon: 1

2016

### Altri piazzamenti
- 4. divisjon:

Terzo posto: 2017